# 콜 미 바이 유어 네임
《콜 미 바이 유어 네임》(영어: Call Me by Your Name)은 제임스 아이보리가 각본을 쓰고 루카 구아다니노 감독이 연출한 2017년 영화다. 안드레 애치먼의 2007년 소설 《그해, 여름 손님》을 원작으로 《아이 엠 러브》(2009)와 《비거 스플래쉬》(2015)를 잇는 구아다니노의 "욕망 3부작"의 마지막 작품이다. 1983년 북부 이탈리아를 배경으로 17세의 엘리오 펄먼(티모시 샬라메)와 그의 아버지를 돕는 24세의 대학원생 올리버(아미 해머)의 관계를 그리며, 마이클 스툴바그, 아미라 카사르, 에스테르 가렐, 빅투아르 뒤 부아가 출연한다.
2007년부터 프로듀서 피터 스피어스와 하워드 로즌먼이 애치먼의 소설에 대한 판권을 획득하여 제작이 착수 되기 시작했다. 아이보리는 당초에는 영화 감독을 맡았지만 시나리오 작가이자 공동 제작자가 되었다. 구아다니노는 로케이션 자문으로 이 프로젝트에 참여하였지만 결국 감독 겸 공동 제작자가 되었다. 여러 국제 기업에서 자금을 조달했으며, 2016년 5월과 6월에 이탈리아 크레마에서 주로 촬영 되었다. 2017년 1월 22일에 선댄스 영화제에서 초연 되었고, 2017년 11월 24일에 소니 픽처스 클래식스 배급으로 미국에서 한정 개봉을 시작하여 2018년 1월 19일에 일반 개봉되었다.
영화는 배우들의 앙상블 연기, 각본, 연출 및 음악에 대한 많은 찬사를 받았다. 제90회 미국 아카데미상에서 각색상 수상을 포함한 최우수 작품상, 남우주연상, 노래상("Mystery of Love") 4개 부문의 후보로 지명되었다. 제임스 아이보리의 각본은 크리틱스 초이스 영화상, 미국 작가 조합상을 수상하였고, 티모시 샬라메의 연기는 영국 아카데미상(BAFTA), 골든 글로브상, 미국 배우 조합상(SAG)과 크리틱스 초이스 영화상 최우수 남우주연상 후보로 지명되었다.

## 시놉시스
1983년 이탈리아 근교의 어느 여름 별장, 소년이 나지막이 속삭인다. 그의 이름은 엘리오(티모시 샬라메). 고고학자이자 역사학자인 엘리오의 아버지 펄먼 교수(마이클 스툴바그)는 매년 여름 한명의 젊은 학자를 별장으로 초대해 그들의 책 출간 준비를 돕는다. 그해 여름 손님은 24살의 미국 청년 올리버(아미 해머). 엘리오는 늘 그랬듯 자신의 방을 올리버에게 내어준다. 하지만 그는 아직 알지 못한다. 올리버가 찬탈할 대상은 엘리오의 방만이 아니라는 점을. 그해 여름, 불현듯 나타난 손님 올리버는 17살 소년 엘리오의 몸과 마음을 완전히 사로잡는다.

## 출연진
- 티모시 샬라메 - 엘리오 펄먼 역
- 아미 해머 - 올리버 역
- 마이클 스툴바그 - 새뮤얼 펄먼 역
- 아미라 카사르 - 아넬라 펄먼 역
- 에스테르 가렐 - 마르치아 역
- 빅투아르 뒤 부아 - 키아라 역
- 반다 카프리올로 - 마팔다 역
- 안토니오 리몰디 - 안치세 역
- 엘레나 부치 - 밤비 역
- 마르코 스그로소 - 니코 역
- 안드레 애치먼 - 무니르 역
- 피터 스피어스 - 아이작 역

## 프로덕션

### 기획 및 제작

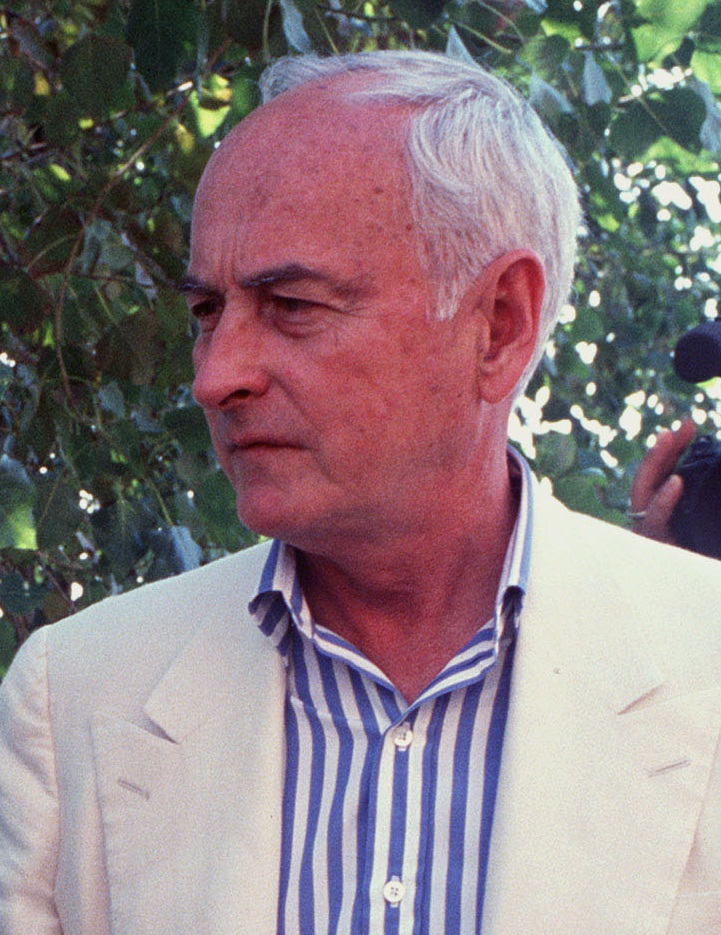
영화의 각본을 쓴 제임스 아이보리

2007년에 발간된 안드레 애치먼의 데뷔 소설 《그해, 여름 손님》의 초본을 본 후, 미국의 제작자 피터 스피어스와 하워드 로즌먼은 각본에 대한 판권을 구입하였다. 그들은 친구인 제임스 아이보리를 영화 각본에 대한 총괄 프로듀서로 기용했다. 스피어스와 로즌먼은 독자적으로 책을 읽고 2008년에 제작에 착수했다. 프로젝트는 완성 개발 중에 남아있는 프로젝트로 제작자들은 세 명의 감독과 작가를 만났지만 (가브리엘레 무치노, 페르잔 외즈페테크, 샘 테일러존슨), 프로젝트에 전념 할 인재를 찾지 못했다. 여름 동안 이탈리아에서 영화를 찍어야 할 필요성을 염두에 두고 일정을 잡는 것도 어려웠다.
제작자들은 루카 구아다니노와 직접 연락을 취했으나, 그는 바쁜 스케줄을 들며 거절했다. 이탈리아 북부에 거주하면서, 그는 대신에 지역 컨설턴트로 처음으로 고용되었는데, 이탈리아에서 함께 영화에 대한 도움을 받았다. 구아다니노는 이후 그가 아이보리와 함께 영화를 공동 연출한다고 알려졌었으나 계약 동의는 아직 이루어지지 않았다. 아이보리는 그 제안을 받아 들였고, 각본을 쓰기 시작한 2014년 6개월에서 9개월 사이가 걸렸다. 구아다니노는 이 소설을 "과거를 기억하고 잃어버린 것들의 우울함에 탐닉하는 프루스트풍의 책"이라고 묘사했고, 아이보리와 함께 쓴 각본을 월터 파사노와 공동 작업을 통해 수정했다. 각본 작업은 아이보리의 집에서, 구아다니노의 크레마 주방 식탁에서, 그리고 때로는 뉴욕 시에서 이루어졌다. 아이보리는 그 과정에서 구아다니노를 자주 만나며, 그동안 구아다니노는 《비거 스플래쉬》(2015)를 연출했다.
각본 작업은 2015년 말에 완료되었다. 완성 된 각본은 영화 제작을 위한 자금 확보에 필수적이었다. 제작에 참여한 회사들 중에는 라 시네팩터(프랑스), 프레네시 필름 컴퍼니(구아다니노 소유의 제작사, 이탈리아), M.Y.R.A. 엔터테인먼트(미국), RT 피처스(브라질), 워터스 엔드 프로덕션(미국)이 있다. 이 프로젝트는 이탈리아 정부의 문화 유산 및 관광청의 지원을 받았다. 협상 중에는 생산 예산이 1200만 달러에서 350만 달러로 감소되었다.
2016년 아이보리는 구아다니노 감독만 남겨두고 갈등을 피하기 위해 지시를 철회했다. 구아다니노는 아이보리의 버전이 시장 현실 때문에 만들 수 없었던 훨씬 더 값 비싸고 다른 영화였을 것이라고 말했다. 아이보리는 유일한 신망있는 시나리오 작가가 되었고, 그는 나중에 구아다니노의 회사에 각본에 권리를 판매했다. 콜 미 바이 유어 네임은 《프렌치 아메리칸》(2003) 이후 아이보리가 처음 제작한 시나리오이며, 그가 각본을 쓰고 감독하지 않은 유일한 영화이다. 구아다니노는 2017년 2월에 사망한 친구 빌 팩스턴에게 이 영화를 헌정했다.

### 각색
《콜 미 바이 유어 네임》은 《아이 엠 러브》(2009)와 《비거 스플래쉬》(2015)를 잇는 구아다니노의 "욕망 3부작"의 마지막 작품이다. 이 영화는 단순한 공격적이지 않은 접근법을 취했기 때문에 이전 작품에서 벗어났으며, 그는 이 것을 그가 만든 가장 조용한 영화라고 말했다. 구아다니노는 영화를 "나의 삶의 아버지, 나의 아버지와 나의 영화적인 것들에 대한 존경"으로 간주했고, 영화 제작자 장 르누아르, 자크 리베트, 에릭 로메르, 베르나르도 베르톨루치는 그를 고무시켰다.
구아다니노는 "다른 세대의 사람들이 함께 영화를 보러 오는 것을 고려한 희망의 전달"을 목적으로 《콜 미 바이 유어 네임》을 가족 중심의 영화로 묘사했다. 그는 그것을 게이 영화로 본 적은 없지만 오히려 신성한 욕망의 아이디어, 편견없고 비주기적인의 아름다움에 대해 영화로 불렀으며, 생동감 넘치는 삶의 모토를 반영했고, "우리는 자신을 숨기거나 차폐하는 대신 자신의 감정을 가지고 항상 열심히 노력해야 한다."고 말했다. 감독은 대부분의 성장 영화에서 볼 수있는 결함을 피하려고 노력했고, 이 영화에서 성장은 종종 두 연인 사이의 강요된 선택과 같은 선입관의 딜레마를 해결 한 결과로 묘사된다. 그는 또한 이 이야기가 접근법인 반목 또는 비극에 초점을 맞추기보다는 이 순간에는 두 사람을 따라 가기를 원했고, 모리스 피알라가 감독한 《Áos amours》(1983)에서 영감을 받았다. 캐릭터의 행동과 정체성을 영화에서 섹스로 간주하는 사람처럼, 구아다니노는 영화에서 노골적인 섹스 장면을 포함시키는 것에 관심이 없었으며, "청중들이 이 사람들의 정서적인 여행에 전적으로 의존하고 첫사랑을 느끼기를 원했고...이 강력한 보편성을 만드는 것이 중요했다. 왜냐하면 이 영화의 전체 아이디어는 다른 사람이 당신을 아름답게 보이게 만들고, 당신을 고무시킨다."라고 말했다.

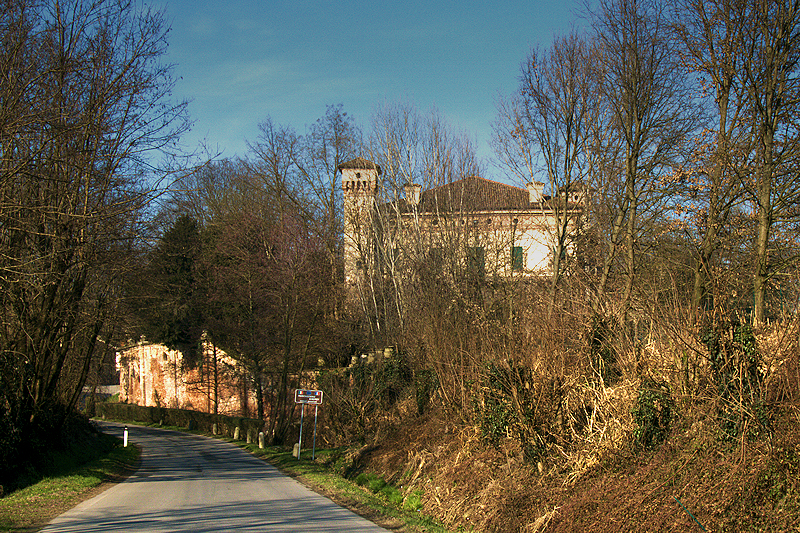
주요 촬영 장소인 Villa Albergoni(2011년 사진)

이 영화는 여러 가지면에서 원작의 소설과는 다르다. 소설이 엘리오의 관점에서 기억 조각 역할을 하는 동안, 영화는 청중이 등장 인물을 이해하고 책의 본질을 반영하는 데 도움이 되는 훨씬 더 효율적인 솔루션인 현재의 시간 내에서 영화를 전적으로 설정하고 있다. 설정은 보르디게라에서 구아다니노가 거주하는 롬바르디아 주의 크레마의 시골로 바뀌었다. 그는 배경의 해를 1987년에서 1983년으로 바꿨다. 아이보리는 엘리오의 아버지인 펄만의 직업을 고전 학자에서 예술사학자/고고학자로 바꿨다. 구아다니노는 엘리오가 움푹 들어간 복숭아로 자위하는 소설 속 장면에 대해, 그는 "성적 충동과 에너지"에 대한 은유라고 생각했으며, 너무 명백했다고 말했다. 티모시 샬라메는 또한 그 장면에 대해 불안감을 느꼈고, 캐릭터의 "과도한 성적 에너지"를 밝히는 열쇠라고 설명했다. 그들의 의구심에도 불구하고, 구아다니노와 샬라메은 각각 그 방법을 테스트했고, 둘 다 그것이 작동하는 데 동의하여 필름에 포함되었다. 작은 술집에서 사이키델릭 퍼스의 노래 "Love My Way"에 열정적으로 춤을 추는 엘리오와 올리버가 등장하는 장면은 책에서 그려진 것이 아니고, 어린 시절 구아다니노의 경험에서 영감을 얻었다.
그가 대본의 아이보리 초안을 수정 할 때, 구아다니노는 음성 해설과 상당한 양의 노출 장면을 삭제했다. 소설이 끝날 무렵, 두 주인공은 함께 로마를 방문하는데, 여행은 전체 장을 지속하고 여러 장소에 새로운 캐릭터를 도입하고 있다. 영화의 제한된 예산으로 아이보리와 제작자들은 여러 가지 변주곡을 썼고, 이것은 그들이 함께 혼자서 시간을 보내는 또 다른 여행으로 바뀌었다. 그의 원본의 마지막 장면에서 아이보리는 가족의 집에서 크리스마스 트리를 장식하는 엘리오를 묘사했다. 아이보리는 펄먼의 연설의 길이를 줄여야했지만 대본에 그것을 보관하는데 전념했다. 그는 엘리오가 첫사랑의 열정과 열정을 담은 이야기의 가장 중요한 순간 중 하나인 올리버에게 자신의 감정을 전하는 장면을 묘사했다.

### 캐스팅
2015년 샤이아 러버프와 그레타 스카치가 영화에 출연 할 것으로 알려졌다. 2016년 9월 아이보리는 더 이상 프로젝트에 참여하지 않는다고 확인했다. 러버프는 뉴욕 시에서 영화의 시나리오를 읽었지만 나중에 다양한 문제로 인해 부적절하다고 느꼈고, 아이보리는 스카치와 러버프가 함께 좋은 장면을 만들어 간다고 생각하고 영화에 참여할 수 있다고 생각했지만 회사와는 의견이 맞지 않았다.

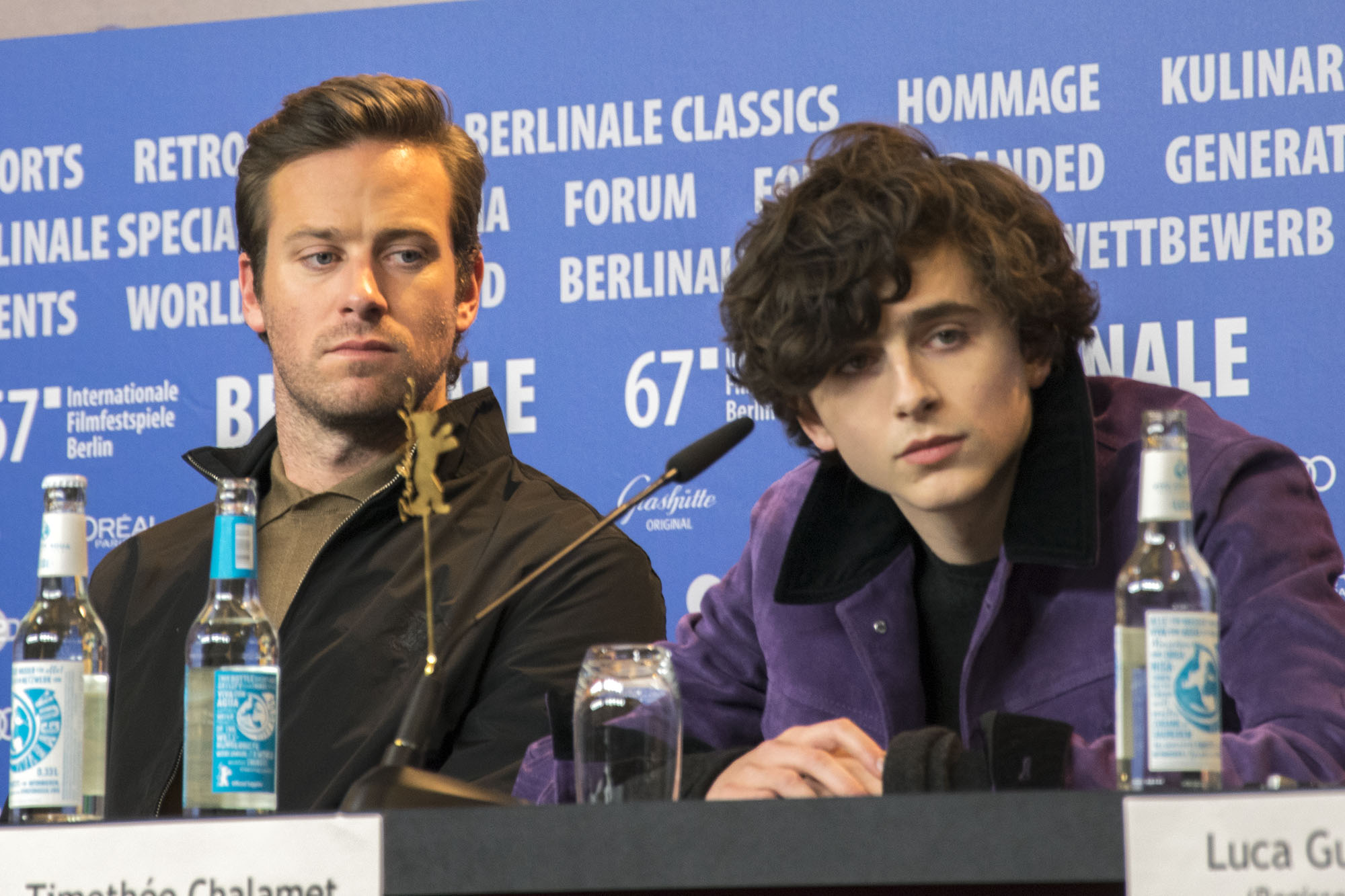
2017년 베를린 국제 영화제에서 해머와 섈러메이

구아다니노는 《소셜 네트워크》(2010)에서 아미 해머의 연기를 보고 관심을 갖기 시작했고, 해머와 그가 나중에 만들 영화에 대한 열정을 키웠다. 감독은 그를 훌륭한 범위의 정교한 배우로 생각하고 올리버의 역할로 낙점했다. 구아다니노의 《비거 스플래쉬》에 관심을 표명한 해머는 영화가 제작되기 몇 년 전에 감독과 만났다. 해머는 노출 장면 때문에 스크립트 초안을 읽은 후 역할을 거절했었다. 그는 "나는 두려워서 지나치기를 원했다", "영화에는 한번도 해보지 못한 것들이 많이 있지만 영화를 할 수 없는 방법은 없다. 왜냐하면 대부분 나를 그렇게 두려워했기 때문이다."고 말했다. 구아다니노에 따르면, 해머는 그의 대변인을 통해 역할을 전달하려고 했지만 대화가 끝난 후 마음이 바뀌었다고 한다. 이 시기에 해머는 《J. 에드가》(2011), 《파이널 포트레이트》(2017) 등에 출연했다.
샬라메는 어린 시절부터 활동했으며 쇼타임의 TV 드라마 시리즈 《홈랜드》(2012)에 출연했다. 다음 해, 스워드스톰 피터 스피어스의 남편과 대리인은 당시 17세의 샬라메를 구아다니노에 소개했으며, 그는 즉시 배우가 엘리오를 연기하기 위해 야망, 지성, 감성, 순결, 그리고 예술성을 가지고 있다고 느꼈다. 샬라메는 그가 17 살이 될 무렵에 애치먼의 소설을 읽고 "젊은 사람의 창"이라고 설명했다. 실제로 프랑스어가 유창하고 수년간 피아노를 연주한 샬라메는 이탈리아에 5주 일찍 도착하여 이탈리아어, 피아노 및 기타를 배웠다.
마이클 스툴바그는 엘리오의 아버지 미스터 펄먼을 연기했다. 스툴바그는 이미 제작에 참여할 때까지 책을 읽기 시작하지 않았다. 그는 펄먼의 관대함과 사랑과 이해의 감각을 비롯하여 대본에서 표현 된 많은 아름다운 감정에 감동했다. 아미라 카사르, 에스테르 가렐과 빅투아르 뒤 부아가 조연 역할로 등장한다. 캐스팅 감독인 스텔라 사비노는 시골에서 자전거를 타면서 반다 카프리 올라를 만나게 됐다. 배우가 아닌 반다 카프리 올라는 후에 집사인 마팔다의 역할을 위해 캐스팅되었다. 애치먼과 스피어스는 또한 무니르와 아이작으로, 저녁 파티에 참석하는 동성애 커플처럼 카메오 역할에 잠깐씩 등장하고 있다.
해머와 샬라메은 전면 노출을 금지한 계약서에 서명했다. 원래의 각본에 노출이 포함되어 있던 아이보리는 미국인 태도로 비난하면서 "아무도 그다지 신경 쓰지 않는 것처럼 보이거나 완전히 벗은 여자에 대해 충격을 받는다."라고 비난하면서 이 결정에 당황스러웠다. 캐스팅에 계속해 관여하게 된 구아다니노는 그들의 섹슈얼리티에 대해 조사하거나 레이블을 선택하지 않고 연기과 어울림에 따라 배우를 선택했다. 그는 "어떤 기술을 가지고 있는 사람만을 캐스팅 해야 한다는 생각과, 어떤 역할에서든 성 정체성을 더 악화시키는 것은 나에게 억압적이다"라고 말했다.

### 촬영 및 제작 후반

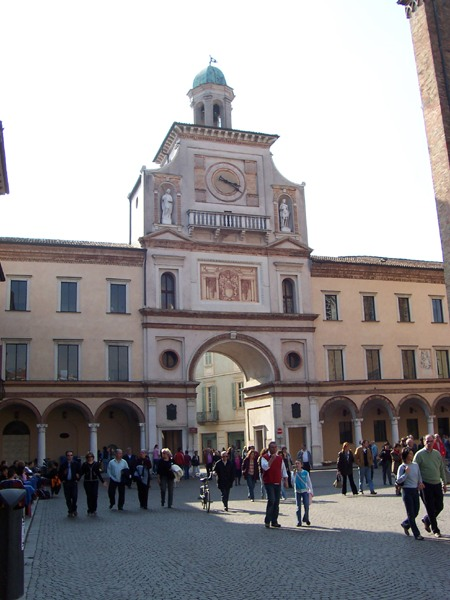
악천후로 인해 촬영 과정이 연기 된 크레마 대성당의 또랏쪼 아치형 건축물

《콜 미 바이 유어 네임》의 본 촬영은 33일 동안 계속되었다. 영화는 2016년 5월 9일에 시작 되어, 2016년 6월 촬영이 완료되었다. 그 과정은 조용히 일어 났고, 촬영 후 2주 동안 진행된 보고서 만이 있었다. 루카 구아다니노의 첫 번째 상영 시간은 당초 4시간이였다. 구아다니노의 가장 빠른 편집 요청으로, 6월과 7월에 편집 감독인 월터 파사노와 함께 한 초기 프로덕션은 한 달 밖에 걸리지 않았다.
이 영화는 주로 크레모나현의 크레마에서 촬영 되었다. 영화는 일기 예보에 의해 한 번 비가 내린 비라고 묘사 된 예기치 않은 이탈리아의 거친 비바람 동안 촬영 되었다. 3월과 4월에 엑스트라 모집이 시작되어, 크레마의 사전 제작은 빠르게 진행되었다. 6월 1일에 크레마로 이전하기 전에, 인근 마을 판디노과 모스카차노에서 촬영 된 장면은 2005년 5월 17일부터 촬영되었다. 추가 야외 장면은 2016년 12월 4일 촬영되었다. 크레마와 판디노의 거리에 있는 크레모나현에 있는 또랏쪼 아치형 건축물을 포함한 몇몇 역사적인 장소들이 제작 과정에서 선택 되었다. 기업들은 5월 30일과 31일에 예정된 폐쇄로 인한 재정적 손실에 대한 보상을 받았다. 성당에서의 2일 촬영은 날씨가 좋지 않아 연기되었다.
크레마에서의 제작 비용은 18,000 유로이며, 프로모션 캠페인 비용은 7,500 유로이다. 촬영은 크레스피아티카 근처의 로디기아노 지역과 크레마 근처에 있는 두 개의 작은 마을 몬토디네와 리팔타에서도 이뤄졌다. 고고학 발견 장면은 가르다 호수의 브레시아 해안에 있는 시르미오네의 카툴루스 굴뚝에서 촬영되었다. 베르가모 여행은 베르가모 성당, 산타 마리아 마기오레, 베네치아 과학 문학 예술 대학교 등 여러 역사적인 건물에서 촬영되었다. 보안 문제로 인해 프로덕션 팀은 30분 동안 발본디오네의 까스까떼 델 세리오에서 영화 촬영 권한을 부여 받았다.
촬영 전과 촬영 중, 배우들은 크레마에 거주했고 작은 마을에서의 생활을 경험할 수 있었다. 구아다니노는 캐스트와 영화 제작자들과 친분을 나누었고 종종 그들을 위해 집에서 요리를 해주었다. 크레마에서 촬영하는 동안 처음으로 만난, 해머와 샬라메는 스크린 테스트를 함께 할 필요가 없었다. 촬영을 시작하기 전에 그들은 한 달 동안 함께 마이크 타이슨의 다큐멘터리를보고 지역 레스토랑을 방문하여 캐릭터 개발을 했다. 처음 2일 동안 구아다니노는 캐스트와 함께 대본을 읽었다.

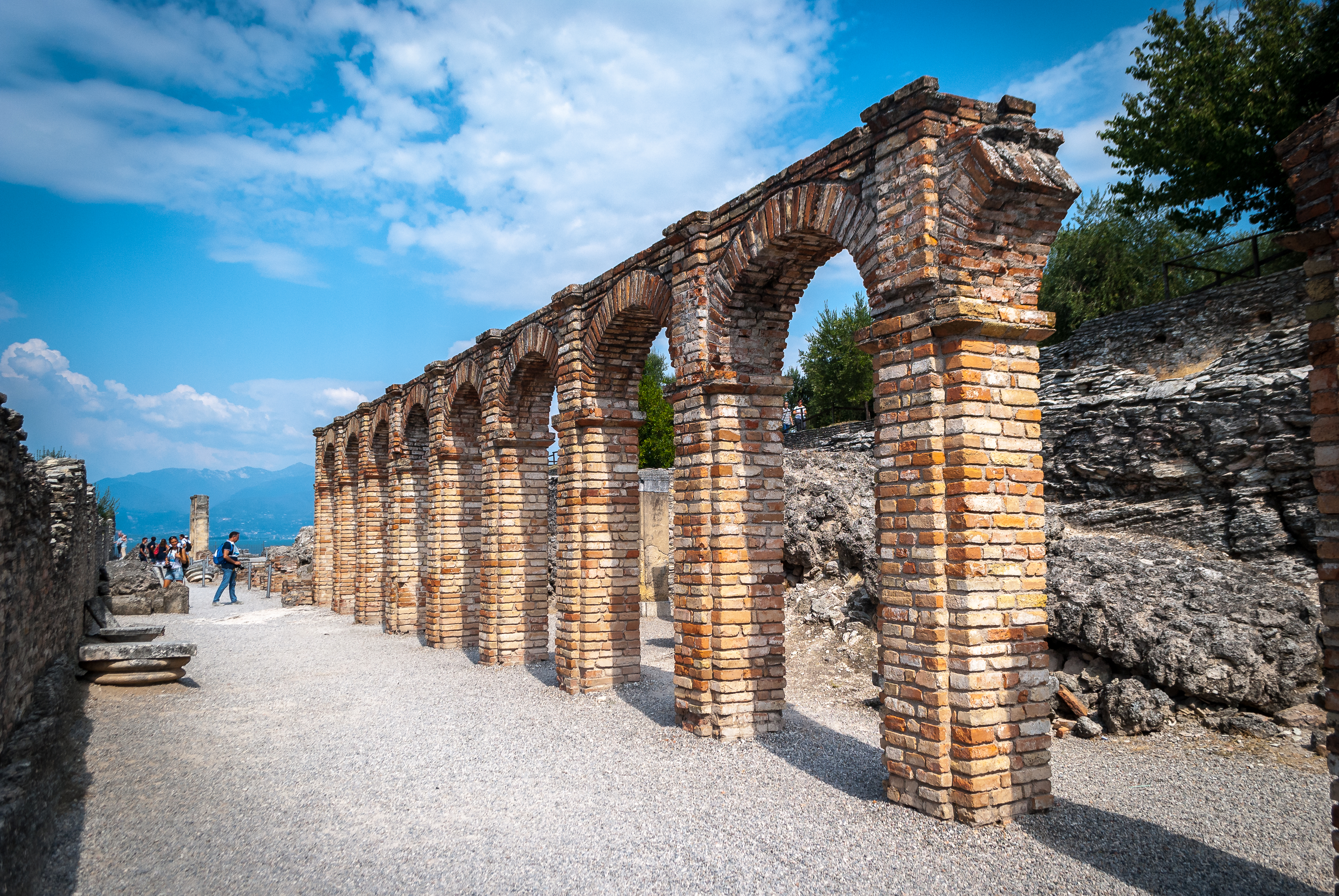
갈다 호수의 브레시스 해안에 있는 카툴루스의 석굴은 촬영 장소 중 하나이다.

구아다니노는 연대순으로 영화를 촬영했는데, 영화 제작자는 "주인공과 배우 모두의 스크린의 원숙함을 목격했다"고 말했다. 펄먼이 엘리오에게 교육 연설을 전하는 장면은 마지막 두 번째 촬영 일에 촬영 되었다. 스툴바그는 몇 달 동안 현장을 준비하는 데 보냈다. 파사노에 따르면, 장면은 세 번 찍고 스툴바그는 "감정적인 세 가지 단계"로 나타냈다.
춤 추는 장면을 촬영하는 동안 해머는 50개의 카메라 외부에서 수행해야했다. 대화가 녹음 될 수 있도록 음악이 꺼졌다. 2016년 6월, 프레네시 필름 컴퍼니와 접촉한 안무가 파올로 로치는 일상적인 어색하고 현실적인 것을 묘사했다. 감독은 그가 한 번에 3개의 변주곡을 연주하도록 요구했고, 샬라메는 최종 장면을 촬영하면서 이어피스에서 영화를 위해 쓰인 원래 노래 중 하나인 "Visions of Gideon"을 듣고 있었다.
페르디난도 시토 필로마리노 감독의 《안토니아》(2015)에서 구아다니노와 공동 작업한 적이 있는 사욤부 무크디프롬은 촬영 감독으로 합류했다. 그는 대본을 받기 전에 애치먼의 소설을 읽었고, 촬영 장소를 돌아 다니면서 "색과, 낮에 빛이 어떻게 바뀌었는지 보고, 내 데이터에 입력하는 모든 것에 대한 느낌을 담았다."라고 말했다. 폭우로 인해 총격이 계속되면서, 그는 북부 이탈리아의 여름 분위기를 포착하기 위해 인공 조명을 사용해야 했다. 그는 또한 현장에서 배우들과 공감하며, 무크디프롬은 와 엘리오와 올리버 사이의 첫 대립 촬영을 끝내고 눈물을 흘렸다. 이 영화는 35mm 필름과 단일 렌즈를 사용하여 제작 되었다.

### 미술과 의상

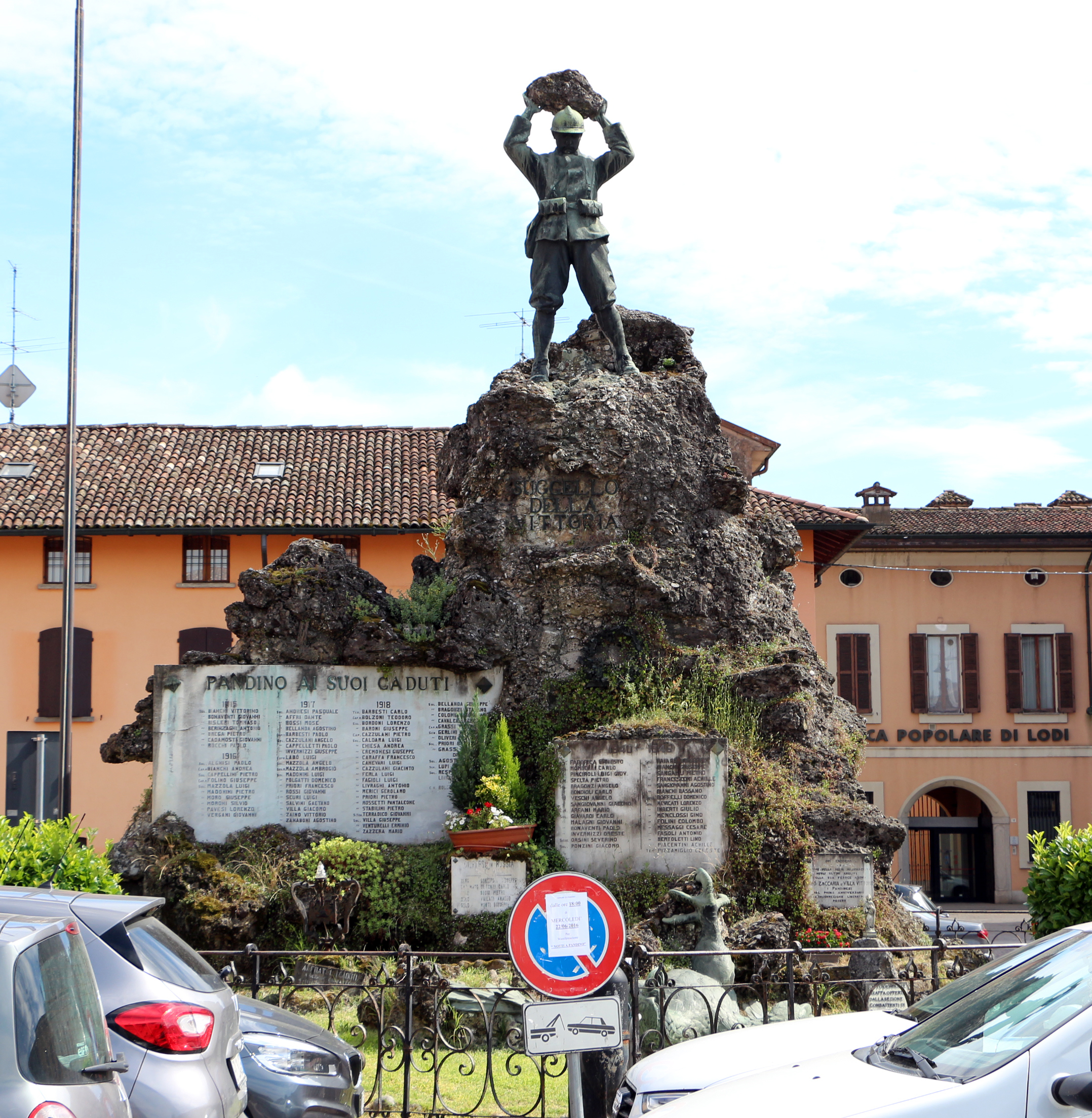
엘리오가 올리버에 대한 자신의 감정을 전하는 장면은 비토리오 에마누엘레 역 광장의 판디노.(사진)

펄만 가족의 거주지로 설정된 주요 위치는 빌라 엘바고니로 모스카차노의 17세기 무인 저택이다. 구아다니노는 집을 사기를 원했지만 그것을 소유할 여력이 없었기 때문에 대신 그곳에 영화를 만들었다. 조경 디자이너는 맨션 정원에 과수원을 짓기 위해 고용되었다. 안뜰에 퍼걸러가 세워졌으며 살구와 복숭아 나무가 정원에 있었다.
제작 6주 전, 프로덕션 디자이너 사무엘 드오르와 최초의 세트 장식가인 바이오랜트 비스콘티 데모토로네를 포함한 스탭들은 캐릭터에 의해 영감을 받은 가구, 사물 및 장식으로 점차 집을 장식했다. 1950년대의 요리와 유리잔을 비롯한 대부분의 가구는 구아다니노와 데모토로네의 부모에게 물려받은 것이다. 아시아에서 영감을 얻은 그림, 지도 및 거울의 대부분은 밀라노의 골동품 가게에서 가져 왔다. 배경에서 본 책은 1982년 이전에 출판되었다. 영화에서 사용된 수영장은 이 지역에서 흔히 볼 수 있는 수조에서 재창조 되었다. 그 당시의 잡지로 가득 찬 신문 가판대를 다시 만들었고, 영화 제작자들은 1983년 이탈리아 총선을 반영하기 위해 공공 장소에서 정치적 광고판을 버렸다. 그의 스탭은 크레마의 주민들의 도움으로 광범위하게 연구했고, 그들은 주민들의 집에서 1980년대의 사진을 수집했다. 첸리는 그래픽 디자이너로 기용되었고, 그녀는 오프닝 크레딧의 제목을 썼다. 감독은 복사 된 이미지 조각상을 사용하여 퍼먼의 개인 물품과 배치했다.
의상 디자이너 줄리아 피에르산티는 그 시대의 의상 사용을 피했는데, 그는 캐릭터가 "불쌍한 청춘의 관능적인 감각과 무더운 여름과 성적 자각"이 부각 되길 원했다. 여러 개의 의상이 처음부터 영화로 제작되었다. 의상은 프랑스 영화 《해변의 폴린느》(1983), 《봄의 이야기》(1990), 그리고 《Summer 's Tale》(1996)의 영향을 받았다. 피에르산티는 부모님의 사진 앨범에서 펄만 가족의 옷장에 대한 영감을 얻었다. 올리버의 "섹시하고 건강한 미국인" 이미지에서 피에르산티는 브루스 위버의 초기 사진 중 일부"를 언급했다. 그의 옷은 영화에서 "자신을 더 자유롭게 할 수 있다"게 변한다고 말한다. 엘리오의 자신감 넘치는 스타일을 강조하면서 그녀는 최종 장면에서 여러 가지 라코스테 의상과 독특한 뉴 로맨스의 셔츠를 선택했다. 엘리오의 폴로 셔츠와 피도 디도 티셔츠는 남편의 옷장에서 나왔다.

## 음악
구아다니노는 보통 자신의 영화에 대한 음악을 그가 선택한다. 그는 《배리 린든》(1975), 《위대한 앰버슨가》(1942), 《The Inn of Isocence》(1993)의 영화에서 영감을 얻었다. 구아다니노는 영화의 음악을 올리버와의 관계를 깊게하기 위해 피아노 편곡 및 피아노 연주를 좋아하는 젊은 피아니스트인 엘리오와 연결되기를 바랬다. 음악은 영화에서 기간 설정, 캐릭터의 가족 생활 및 그들의 교육 수준, 서양 캐논의 종류 등을 반영하기 위해 사용된다.
구아다니노는 또한 여름 팝 음악이 현지 라디오 방송국에서 자주 연주되는 것을 조사했다. 구아다니노는 수프얀 스티븐스의 가사가 그와 공감을 얻었으며, 처음에는 스티븐스에게 나이가 들수록 엘리오의 관점에서 영화를 내레이션하고 콜 미 바이 유어 네임이라는 오리지널 곡을 녹음하도록 요청했다. 스티븐스는 보이스 오버를 줄였는데, 그러나 "Mystery of Love", "Mystery of Love", 2010년 노래 "Futile Devices"의 재녹음 등 사운드 트랙에 3곡을 기고했다. 스티븐스는 영화의 대본과 기본 소설, 그리고 캐릭터에 대한 구아다니노와의 대화에서 영감을 얻었다. 그는 영화 촬영이 시작되기 며칠 전에 노래를 제출했고, 결과에 놀란 구아다니노는 배우들과 편집 감독인 월터 퍼사노와 함께 그들의 이야기를 들었다. 이 프로젝트는 스티븐스가 장편 영화 사운드 트랙에 대한 곡을 명시적으로 작곡한 첫 번째 작품이다.
사운드 트랙 앨범은 매디슨 게이트 레코드와 소니 클래식 유통으로 2017년 11월 3일에 발매되었다. 스티븐스, 사이키델릭 퍼스, 프랑코 바띠아또, 로레다나 베르테, 반도레로, 조르조 모로더, 조 에스포지토 및 F. R. 데이비드의 노래가 수록되어 있으며, 존 애덤스, 에릭 사티, 사카모토 류이치, 요한 제바스티안 바흐 및 모리스 라벨이 작곡한 음악도 포함되었다.

## 개봉

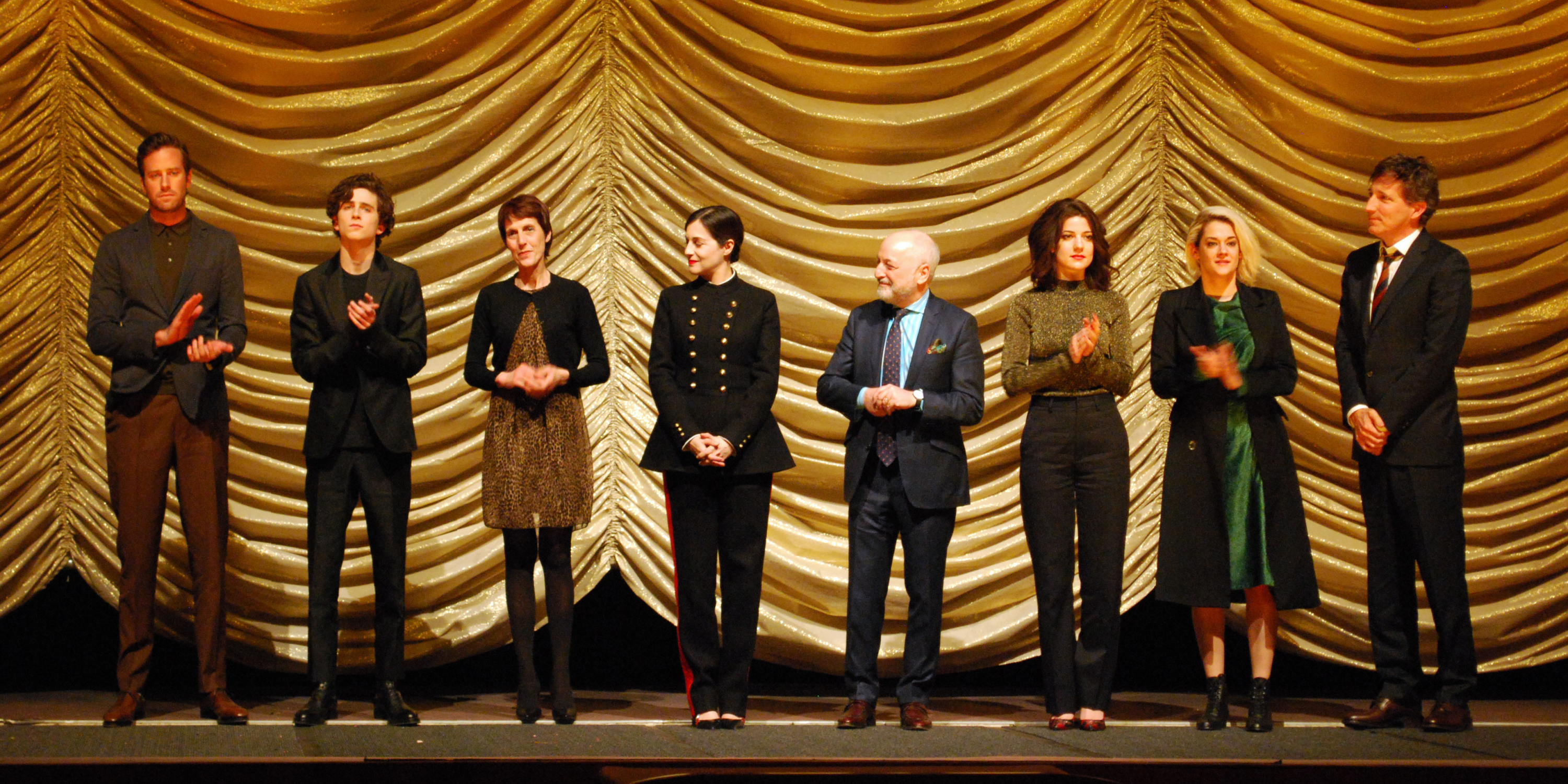
2017년 베를린 국제 영화제 콜 미 바이 유어 네임 상영회에서 배우들 아미 해머, 티모시 샬라메와 반다 카프리올로, 아미라 카서, 에스더 가렐, 빅투아르 뒤 부아와 피터 스피어스

영화는 2017년 1월 22일 선댄스 영화제에서 세계 최초 시사회를 가졌다. 소니 픽처스 클래식스는 시사회 이전에 영화에 대한 미국의 배급권을 600만 달러에 취득했다. 이번 협상은 WME 글로벌과 UTA 인디펜던트 필름 그룹이 협상했다. 국제 배급권은 2016년 11월 미국 영화 시장에서 영화 홍보 릴을 선보인 프랑스 회사인 메멘토 필름스 인터내셔널에서 구입했다. 영화는 또한 2월 3일 베를린 국제 영화제에서, 9월 7일 토론토 국제 영화제에서, 10월 3일 뉴욕 영화제에서 상영 되었다. 이 영화는 당초 2018년 4월에 베이징 국제 영화제에 상영 될 예정이었으나 설명 없이 공식 프로그램에서 제외되었다.
콜 미 바이 유어 네임은 2017년 10월 27일 영국과 2017년 11월 4일 미국에서 한정 개봉되었고, 그것은 2017년 12월 15일에 미국에서 4개에서 30개로 확장 개봉되었으며, 12월 22일에는 114개로 확장 되었다. 영화는 아카데미상 후보 발표가 전면 공개되기 전인 2018년 1월 초에 174개의 극장에서 상영 되었고, 2018년 1월 19일 815개 극장에서 상영 되었으며, 아카데미상 주말에, 영화는 미국에서 가장 큰 범위인 914개의 극장에서 상영 되었다.
이탈리아에서, 워너 브라더스 배급으로 2018년 1월 25일에 개봉되었고, 2월 2일에 거의 200개의 극장으로 확장되기 전에는 150개 미만의 극장에서 상영 되었다. 특별 상영회와 구아다니노, 해머, 샬라메가 참석한 공개 상영회가 1월 27일부터 30일까지 크레마에서 개최되었다.
브라질에서 1월 18일에 영화가 개봉되었고, 프랑스에서는 2018년 2월 28일 개봉되었다. 2018년 3월, 튀니지의 한 배급 업체는 정부 측에서 영화에 대한 주제 때문에 자유에 대한 공격으로 영화를 금지했다고 보도했다.
이 영화는 2018년 2월 27일에 디지털 다운로드를 통해 공식적으로 공개되었다. 2018년 3월 13일에 블루레이 및 DVD로 출시되었다. 보너스 영상에는 배우와 영화 제작자와의 질문&대답 인터뷰, 샬라메와 스툴바그의 오디오 해설 트랙, "Mystery of Love" 뮤직 비디오가 수록 되었다. 영국에서는 "Top 100"에서 DVD가 일곱 번째로, 블루레이는 네 번째로 판매되었다.

### 마케팅
2017년 7월 27일, 소니 픽처스 클래식스는 콜 미 바이 유어 네임의 공식 포스터를 공개했다. 첫 번째 영화 예고편은 2017년 8 월 1일에 공개되었다. 2017년 10월 11일, 소니 픽처스 클래식스는 커밍아웃의 날를 기념하기 위해 "Dance Party"라는 티저를 발표했다. 42초 짜리 클립은 해머와 샬라메가 바에서 "Love My Way"라는 곡에 춤을 추는 장면으로 트위터에 전달 되었다. 클립에서의 사용으로 "Love My Way"는 음악 스트리밍 웹 사이트에 인기를 얻었으며, 영화가 공개되기 2개월 전에 주문형 스트림에서 13 % 증가했다. 2017년 11월 30일쯤에 이 노래는 177,000개 주문형 스트림과 미국 최대 스트리밍 주간을 기록했다.
소셜 미디어에 대한 광고에 대한 반응은 소니 픽쳐스가 주인공의 관계에 초점을 두지 않고 샬라메와 가렐의 이미지를 오해의 소지가 있는 방식으로 사용한 이유때문에 주로 부정적이었다.
소니 픽처스 클래식스는 이후 2018년 1월 19일에 미국 전역의 극장에 확장 기간 동안 이 영화를 홍보하기 위해 여러 상업 지역을 방문했다.

## 평가

### 박스 오피스
2018년 5월 16일 기준, 콜 미 바이 유어 네임는 미국과 캐나다에서 1,810만 달러, 기타 지역에서는 2,300만 달러의 수익을 올렸으며, 전 세계적으로 총 4,110만 달러의 제작 예산에 350만 달러에 판매되었다. 이 영화는 소니 픽처스 클래식스가 2017년에 세 번째로 높은 매출을 기록한 영화였다.
미국에서는 2017년 11월 24일 뉴욕 시의 파리 극장과 유니온 스퀘어 극장과 로스 앤젤레스의 아크 라이트 할리우드 및 랜드 마크 극장에서 한정 판매되었다. 이 영화는 개봉 주말에 404,214 달러로 극장당 평균 101,219 달러를 벌었다. 이는 지난 12월 《라라랜드》 이후 가장 큰 2017년 평균치로 《브로크백 마운틴》(2005) 이후 게이 로맨스 영화의 스크린 당 최고 오프닝을 기록했다. 두 번째 주말에 영화는 281,288 달러의 수익을 올렸고, 스크린 당 평균 70,320 달러라는 좋은 결과를 보였다. 영화는 세 번째 주말에 9개 극장으로 확장되어 극장 당 평균 32,345 달러의 무난한 성적을 거두며 291,101 달러를 벌었다. 네 번째 주말에 30개 극장에서 491,933 달러를 벌어 평균 16,398 달러를 벌었다.
영화는 5주 만에 114개 영화관으로 확장되었으며 스크린당 평균 7,463 달러인 850,736 달러를 벌어 들였다. 일곱 번째 주말에는 600만 달러를 벌어 115개 지점에서 758,726 달러를 벌었다. 여덟 번째 주말에 174개 영화관에서 715,559 달러를 벌어 들여 극장 당 평균 4,185 달러를 기록했다. 전체 주간 아홉 번째 주말에 영화는 815개의 극장에서 140만 달러를 벌어 들여 비슷한 극장 수의 경쟁 영화와 비교해서는 실적이 저조했다. 다음 주말, 아카데미상 후보 4개 부문을 발표한 후 영화 수익은 6% 하락한 130만 달러를 기록했고, 2018년 1월 23일 기준, 총수익은 9,370,359 달러로 영화는 최우수 작품상 후보 중 두 번째로 낮은 수익을 올린 영화였다. 아카데미상 주말 동안 914개의 극장에서 평균 1,006 달러의 919,926 달러를 벌어 들였고, 16번째 주말에 309개의 극장에서 304,228 달러를 벌었다.
콜 미 바이 유어 네임는 150개 미만의 극장에서 781,000 파운드를 벌어 들여 이탈리아에서 오프닝 7위로 개봉되었으며, 그 주 최고의 극장 당 평균 (거의 5,500 파운드)을 벌었다. 2018년 2월 7일 200만 파운드를 초과하기 전에, 초기 10일 동안 150만 파운드를 벌어 들였다. 2018년 3월 13일 기준, 이 영화는 이탈리아에서 280만 파운드의 수익을 올렸다. 브라질에서는 9억 6천만 달러의 수입을 올린 영화로 박스 오피스에서 데뷔했으며, 다음 주말에 554,000 달러를 벌었다. 이 영화는 상영 첫날에 프랑스에서 17,152 리뷰 수를 모았으며, 극장 당 평균 184개라는 우수한 평가를 기록했다. 오프닝 주말에 리뷰 수는 108,500 로 1,167 리뷰를 기록했으며, 그것은 일주일 중 두 번째로 좋은 평균이다. 영국에서는 시사회에서 4,000 파운드를 포함하여, 개막 주말 112 스크린에서 231,995 파운드 (306,000 달러)를 벌어 들였다. 세 번째 주말에 100만 달러 (767,000 파운드)에 도달하기 전에, 10일 후 568,000 파운드 (745,000 달러)를 벌어 들였다. 현재 기준 영화는 영국에서 2,360,542 달러의 수익을 올렸다.

### 주요 평가

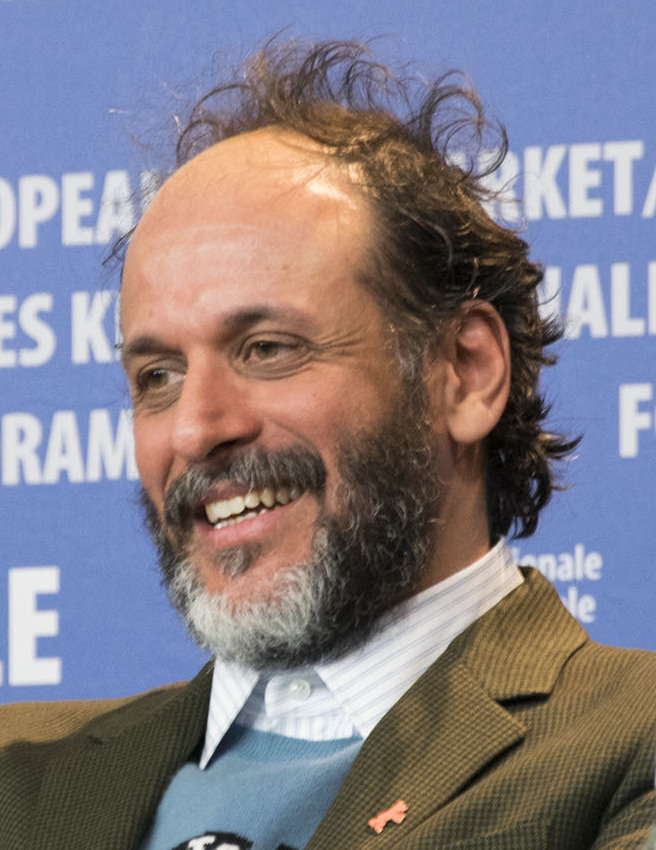
루카 구아다니노루카의 연출은 비평가들로부터 찬사를 받았다.

선댄스 영화제에서 초연 된 콜 미 바이 유어 네임은 기립 박수를 받았다. 뉴욕 영화제의 일환으로 앨리스 툴리 홀에서 상영 됐을 때 축제 역사상 가장 긴 기록인 오베이션 (10분)을 받았다. 영화 리뷰 웹사이트 로튼 토마토의 354개 리뷰를 기준으로 95%의 지지도를 얻었으며, 평균 평점은 8.7 / 10이다. 그것은 한정 개봉으로 사이트에서 2017년의 두 번째로 좋은 평가를 받게 된 로맨스 영화였다. 메타크리틱에서 이 영화는 53명의 비평가를 기준으로 100점 만점에 평균 93점의 점수를 얻었으며, 이는 일반적인 찬사를 의미한다. 영화는 메타크리틱에서 올해 다섯 번째로 높은 평가를 받은 영화였다.

### 수상 및 후보
콜 미 바이 유어 네임은 내셔널 보드 오브 리뷰(전미 비평가 위원회), AFI 어워드(미국 영화 기관)에서 선정한 올해의 10대 영화 중 하나로 선정되었다. 제90회 미국 아카데미상에서 최우수 작품상, 샬라메는 남우주연상, 최우수 음악상 ("Mystery of Love")과 아이보리의 최우수 각색상 수상을 포함한 4개 부문에 후보 지명되었다. 샬라메는 1939년 (제12회) 이후 최연소 남우주연상 후보로 지명되었으며, 아이보리는 경쟁 부문에서 가장 연장자의 수상자로 기록 되었다. 제71회 영국 아카데미상(BAFTA)에서 최우수 작품상과 최우수 감독상, 최우수 남우주연상과 아이보리의 최우수 각색상 수상을 포함한 4개 부문에 후보 지명되었다. 제75회 골든 글로브상에서 드라마 부문 최우수 작품상과 샬라메는 드라마 부문 최우수 남우주연상에, 해머는 영화부문 최우수 남우조연상에 후보 지명되었다. 크리틱스 초이스 영화상에서 아이보리는 최우수 각색상을 수상하였다.
영화는 제33회 인디펜던트 스피릿 어워드에서 6개 부문에 후보 지명되었고, 샬라메는 최우수 남우주연상과 무크디프롬은 최우수 촬영상을 수상하였다. 제24회 미국 배우 조합상에서 샬러메는 영화부문 최우수 남우주연상에 후보로 올랐다. 내셔널 보드 오브 리뷰(전미 비평가 위원회), 고담 인디펜던트 어워드와 헐리우드 영화제에서 샬라메는 신인상을 수상하였다.

## 속편
구아다니노는 선댄스 영화제 초연 이후 속편에 대한 생각을 심의했다. 선댄스 영화인은 "영화의 경계를 넘을 수있는 인물"이라는 사실을 깨달았다. 2017년 10월 그는 프랑수아 트뤼포의 《Antoine Doinel》 시리즈의 모험이 될 2020년 영화 속편을 제작하여 올리버와 엘리오의 나이를 이야기했다. "영화에서 엘리오의 나이를 티모시의 실제 나이와 관련 지어 3년 후에 티모시가 25세가 될 것이며, 두 번째 이야기가 정립 될 때까지 엘리오도 25세가 될 것"이라고 그는 말했다. 이 소설에서 엘리오과 올리버는 올리버가 결혼한 지 15년 후 다시 만난다. 구아다니노는 속편에서 "나는 엘리오가 반드시 게이가 될 것이라고 생각하지 않는다. 그는 아직 그의 자리를 찾지 못했다. 나는 마르치아와 다시 강한 관계를 시작할 것이라고 믿는다."라고 말했다.
2017년 11월, 구아다니노는 5편의 영화 시리즈를 만들겠다는 의사를 밝혔다. 이 영화에서 관객은 "그 배우가 더 오래 성장할 수 있다는 것을 알 수 있었다." 한 달 후, 그는 올리버에 대해 더 많이 밝히고, 마이클 앱티드의 업 시리즈를 닮은 속편 스크립트를 작성하기 시작했다고 한다. 해머와 샬라메는 속편에 출연하는 것에 관심을 보였지만, 아이보리는 "좋은 일이다"라고 말했지만, 하지만 40세의 샬라메를 어떻게 해야할 지 모르겠다"고 말하며 관심은 보이지 않았다.
2018년 1월 구아다니노는 속편이 베를린 장벽이 무너진 직후로 소련 사회주의 연방의 끝이 된 큰 변화라고 밝히고,  영화의 첫 번째 장면은 엘리오가 폴 베티알리의 《Once More》(1988) (영화관에서 AIDS를 다루는 프랑스 최초의 영화)를 묘사 할 수 있다고 설명했다. 2018년 3월 구아다니노는 후속작 인 애치먼과 공동 작업 할 것이라고 확인했으며, 첫 번째 영화보다 다른 톤으로 5~ 6년 후에 나중에 공개 될 예정이다. 해머는 감독이 건낸 대본에 대해, "완성 된 스크립트는 아니지만 모든 아이디어를 얻었다"라고 그는 말했다.

## 같이 보기
- 성소수자 영화 목록